# Solec (Stebnik)
Solec  (ukr. Солець) – część miasta Stebnika na Ukrainie, w obwodzie lwowskim, w rejonie drohobyckim. Leży w północno-zachodniej części miasta. Dawniej samodzielna wieś.
W II Rzeczypospolitej do 1934 samodzielna gmina jednostkowa. Następnie miejscowość należała do zbiorowej wiejskiej gminy Stebnik w powiecie drohobyckim w woj. lwowskim. Solec utworzył wtedy gromadę, składającą się z miejscowości Solec.
Podczas II wojny światowej w gminie Stebnik w powiecie Drohobycz w dystrykcie Galicja (Generalne Gubernatorstwo). Liczył wtedy 1599 mieszkańców.
Po wojnie wszedł w struktury administracyjne Związku Radzieckiego. Do Stebnika włączony 28 sierpnia 1977.